# Gunung Pucuk Celala
Gunung Pucuk Celala är ett berg i Indonesien.   Det ligger i provinsen Aceh, i den västra delen av landet, 1 700 km nordväst om huvudstaden Jakarta. Toppen på Gunung Pucuk Celala är 2 203 meter över havet, eller 168 meter över den omgivande terrängen. Bredden vid basen är 3,1 km.
Terrängen runt Gunung Pucuk Celala är huvudsakligen kuperad, men åt nordost är den bergig.Runt Gunung Pucuk Celala är det ganska glesbefolkat, med 47 invånare per kvadratkilometer. Det finns inga samhällen i närheten. I omgivningarna runt Gunung Pucuk Celala växer i huvudsak städsegrön lövskog.